# کاربرد آلومینیوم در چندلایه‌های الیافی-فلزی

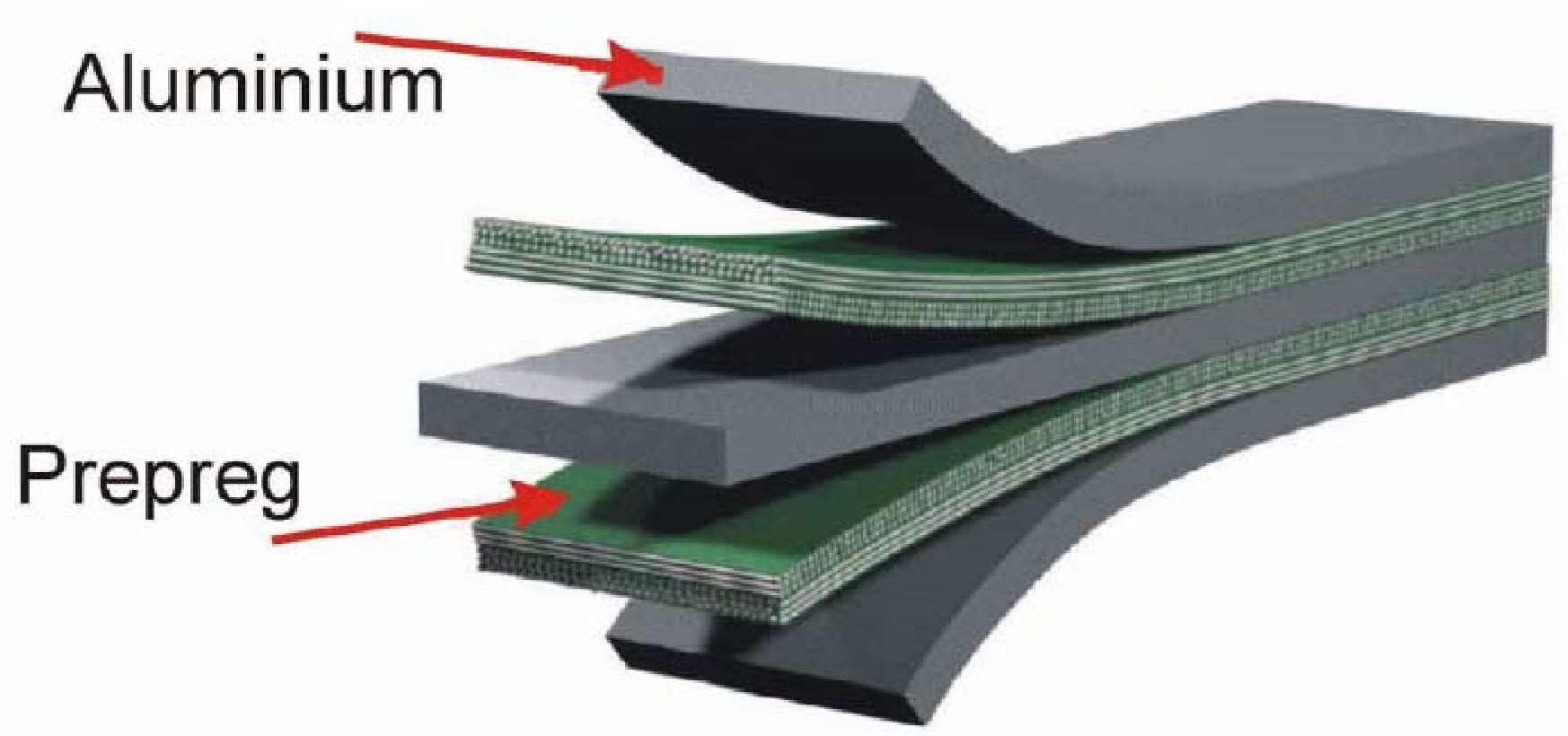
نمایی از اجزاء یک چندلایه هیبریدی (GLARE3-3/2) که شامل سه لایه آلومینیوم و دو ورق کامپوزیت شیشه-اپوکسی است

## مقدمه
یکی از معروف‌ترین چندلایه الیافی-فلزی (Fiber Metal Laminates) گلیر (GLARE) است که از اتصال چند لایه کامپوزیت شیشه-اپوکسی و لایه‌های نازک آلومینیوم با چسب اپوکسی ساخته می‌شود.جهت گیری الیاف تک‌جهته (Uni-directional) بسته به خواص مورد نظر  تعیین می‌شود که در راستای صفر و یا نود درجه باشد. کامپوزیت شیشه-اپوکسی دارای معایبی از جمله حساسیت به ضربه، خوردگی و  احتراق است. همچنین فلز آلومینیوم به تنهایی نسبت استحکام به وزن کمتری نسبت به گلیر دارد. محققان درصدد رفع این معایب تصمیم گرفتند تا از آلومینیوم و لایه کامپوزیت در کنارهم استفاده کنند تا هم از عیوب بکاهند و هم از مزایای هر دو در کنارهم بهره ببرند. در نتیجه، مطالعه گلیرها از این جهت پراهمیت است که در دسته مواد نو قرار داشته و خواص مختلف آنها (استحکام در برابر ضربه‌های سرعت بالا و سرعت پایین، بارهای شبه‌استاتیکی، تنش‌های حرارتی، خوردگی و خستگی)  مورد مطالعه و پژوهش محققان است. با گذشت زمان این ساختار بهبود یافته و در حال پیشرفت است.
در نتیجه گلیر در دستهٔ مواد مرکب قراردارد طراحی، ساخت و بازبینی گلیرها بیشتر مشابه ورقه‌های آلومینیومی است تا لایه‌های کامپوزیتی.
مزایای گلیر نسبت به آلومینیوم عبارت است از:
- عملکرد بهتر در برابر بارهای ضربه‌ای و بارگذاری‌های خستگی . از آنجا که گلیر کرنش الاستیک بالایی دارد ،توانایی جذب انرژی زیادی در برابر ضربه دارد.
- مقاومت خوب در برابر خوردگی.
- مقاومت بالا در برابر حریق.
- وزن مخصوص پایین.

علاوه بر این، می‌توان مواد را در حین طراحی و ساخت تنظیم کرد تا تعداد، نوع و ترازبندی لایه‌ها متناسب با تنش‌ها و شکل‌های بخش‌های مختلف هواپیما باشد. این امکان اجازه تولید مقاطع منحنی شکل، صفحات پیچیده یکپارچه یا ورقهای بسیار بزرگ گلیر را می‌دهد.
در حالی که یک ورق ساده گلیر تولید شده سه تا ده برابر یک ورق آلومینیوم معادل آن گران است، سازه‌ای که با گلیر ساخته شده سبک‌تر و پیچیده‌تر از ساختار فلزی معادل آن است، به بازرسی و نگهداری کمتری احتیاج دارد و از خرابی کمتر و طول عمر بیشتری برخوردار است. این ویژگی‌ها می‌توانند استفاده از گلیر را در طولانی مدت مقرون به صرفه‌تر از سازه آلومینیومی معادل آن کند.

## تاریخچه
گلیر یکی از چندلایه‌های الیافی-فلزی پرکاربرد است که توسط شرکت هلندی آکزونوبل (Akzo Nobel) در سال ۱۹۸۷ ساخته شده‌است. گلیر در سال ۲۰۰۷، زمانی که هواپیمای ایرباس ای ۳۸۰ (A380) خدمات تجاری خود را آغاز کرد، وارد مرحله صنعتی شدن شد. بیشتر تحقیقات و پیشرفت‌ها در دهه ۱۹۷۰ و ۱۹۸۰ در دانشکده مهندسی هوافضای دانشگاه فناوری دلفت، انجام شد، جایی که اساتید و محققان دانش چندلایه‌های الیافی-فلزی را پیشرفته و چندین اختراع مختلف مانند روش اتصال برای ساخت پانل‌های گسترده‌تر و طولانی‌تر بدون نیاز به اتصالات خارجی را به‌دست آوردند.
توسعه چندلایه‌های الیافی-فلزی منعکس کننده سابقه طولانی تحقیق است که از سال ۱۹۴۵ در فوکر (Fokker) آغاز شد، جایی که تحقیق در مورد خواص بهبود یافته ورقه‌های آلومینیوم پیوند خورده به‌هم در مقایسه با آلومینیوم یکپارچه شروع شد. بعداً اداره ملی هوانوردی و فضایی ایالات متحده (ناسا) در برنامه شاتل فضایی علاقه‌مند به تقویت قطعات فلزی با مواد مرکب شد که منجر به ورود الیاف به این چند لایه‌ها شد. در اثر روند ذکر شده، مفهوم چندلایه‌های الیافی-فلزی (FML) متولد شد.
تحقیقات بیشتر و همکاری فوکر با دانشگاه دلفت، آزمایشگاه هوافضا هلندی و شرکتها و مؤسسات مختلف دیگر منجر به تولید اولین چندلایه الیافی-فلزی شد که چند لایه آرامید-آلومینیوم (ARALL)، که با اتصال آلومینیوم به الیاف آرامید حاصل می‌شود، در سال ۱۹۸۱ ثبت اختراع شد. این ماده دارای برخی مشکلات در هزینه تمام شده، نحوه ساخت و کاربرد بود؛ در حالی که مقاومت کششی بسیار بالایی داشت، این ماده در مقاومت فشاری، بارگذاری خارج از محور و بارگذاری چرخه‌ای عملکرد مناسبی نداشت. این مسائل منجر به نسخه بهبود یافته این ساختار با الیاف شیشه به جای الیاف آرامید شد.
در طول توسعه مواد، که بیش از ۳۰ سال از آغاز تا کاربرد اصلی آن در ایرباس ای۳۸۰ طول کشید، بسیاری از شرکای تولید و توسعه دیگر از جمله بوئینگ (Boeing)، مک دانل داگلاس (McDonnell Douglas)، بمباردیه ایروسپیس (Bombardier) و نیروی هوایی ایالات متحده درگیر شده‌اند.با گذشت زمان، شرکت‌ها از این مشارکت کنار کشیدند، و گاهی اوقات پس از چند سال دوباره به این طرح بازمی‌گشتند. ادعا می‌شود که اختلاف نظر بین برخی از این شرکا باعث شده که بوئینگ گلیر را از کف بار بوئینگ ۷۷۷ در سال ۱۹۹۳ خارج کند (قبل از ورود هواپیما به ناوبری در سال ۱۹۹۵) و برنامه بمباردیر برای استفاده از گلیر در هواپیماهای سری سی خود در سال ۲۰۰۵ را مسدود کرد. این تصمیمات استراتژیک ماهیت پویای فرایندهای نو را نشان می‌دهد.

## کاربردها
گلیر اغلب در فناوری ساخت هواپیما استفاده شده‌است. به عنوان مثال بخشی از بدنه و دم ایرباس ای۳۸۰ از گلیر ساخته شده‌است. با توجه به اینکه چگالی گلیر ۱۰ درصد از چگالی آلومینیوم کمتر است، استفاده از گلیر در مساحتی به میزان ۴۸۰ متر مربع از بدنه ایرباس ای۳۸۰ توانست ۷۹۴ کیلوگرم از وزن را به نسبت بدنه تمام آلومینیومی کم کند که دستاورد بزرگی در صنعت هوایی محسوب می‌شود. در سال ۱۹۹۵، یک کانتینر باری هواپیما ساخته شده از گلیر به اولین کانتینر دارای گواهینامه مقاومت در برابر انفجار توسط اداره هواپیمایی فدرال (FAA) تبدیل شد. این کانتینر می‌تواند انفجار و آتش‌سوزی ناشی از بمبی مانند بمب استفاده شده در فاجعه پن ای‌ام پرواز ۱۰۳ (Pan Am Flight103) بر فراز لاکربی، اسکاتلند در سال ۱۹۸۸ استفاده شد را جذب و خنثی کند. گلیر همچنین در رادوم جلوی جت تجاری بمباردیه لیرجت ۴۵ (Bombardier Learjet 45) ،که برای اولین بار در سال ۱۹۹۸ تحویل داده شد، استفاده شده‌است. همچنین در بخش‌هایی از هواپیمای حمل و نقل نظامی ایرباس ای۴۰۰ام (A400M) نیز از گلیر استفاده شده‌است.

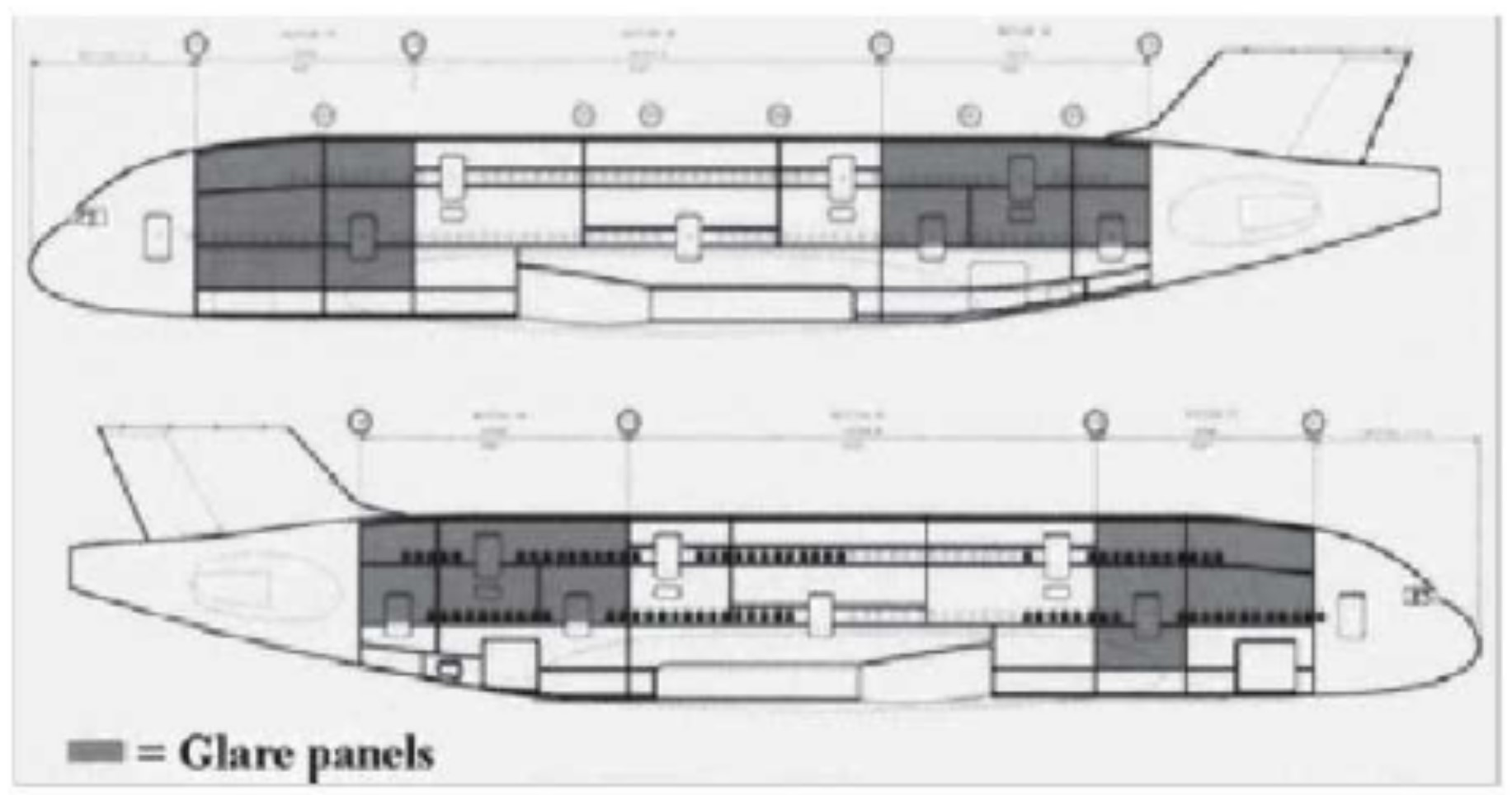
بخش‌هایی از بدنه هواپیمای ایرباس ای۳۸۰ که از چندلایه الیافی-فلزی گلیر ساخته شده‌است.

## انواع گلیر و روش نامگذاری آن‌ها
شش نوع استاندارد گلیر (گلیر۱ تا گلیر۶) که چگالی آنها بین ۲٫۳۸ تا ۲٫۵۸ گرم بر سانتی‌متر مکعب است که تقریباً مشابه چگالی الیاف کربن اس۲ (S-2 glass fiber) است. این چگالی‌ها کوچکتر از چگالی ۲٫۷۸ گرم بر سانتی‌متر مکعب مربوط به آلیاژ آلومینیوم ۲۰۲۴ تی۳ (2024-T3 aluminum alloy) است که آلیاژ آلومینیوم رایج در ساخت هواپیما است که در همهٔ انواع گلیر جز یکی از آنها موجود است. (گلیر۱ از آلیاژ ۷۴۷۵ تی۷۶۱ ساخته شده‌است). از آنجا که مقاومت کامپوزیت با توجه به جهت الیاف متفاوت است، انواع گلیر از نظر تعداد و پیچیدگی‌ها و جهت‌گیری‌های الیاف در یک لایه کامپوزیت متفاوت هستند. هر درجه گلیر دارای انواع ای (A) و بی (B) است که تعداد لایه یکسانی دارند اما دارای جهت فیبر متناوبی هستند. انواع استاندارد گلیردر اتوکلاو در دمای ۱۲۰ درجه سانتیگراد (۲۴۸ درجه فارنهایت) به مدت ۳٫۵ ساعت تحت فشار ۱۱ بار (۱۱ اتمسفر یا ۱۱۰۰ کیلو پاسکال) پخت می‌شوند و آنها از پری‌پرگ (pre-preg) اپوکسی اف‌ام۹۴ (FM94 epoxy pre-preg) استفاده می‌کنند.
نامگذاری قراردادی گلیر تعداد لایه آلومینیوم، ضخامت هر لایه آلومینیوم، تعداد لایه کامپوزیت و جهت الیاف شیشه به‌کار رفته در گلیر را مشخص می‌کند. تعداد لایه‌های آلومینیوم همیشه یکی بیشتر از تعداد لایه‌های الیاف شیشه است و ضخامت لایه آلومینیوم می‌تواند از ۰٫۲ تا ۰٫۵ میلی‌متر باشد. به‌عنوان مثال، گلیر نوع۴بی-۴/۳-۰٫۴ (GLARE4B-4 / 3–0.4)یک ورق گلیر با درجه ۴ از نوع بی (grade B) است که در آن چهار لایه آلومینیوم و سه لایه الیاف شیشه وجود دارد که ضخامت هر لایه آلومینیوم ۰٫۴ میلی‌متر است. (در مقابل، یک ورق معمول کاغذ فتوکپی دارای ضخامت ۰٫۰۹۷ میلی‌متر است و کارت ویزیت معمولی ۰٫۲۳۴ میلی‌متر ضخامت دارد).
نیازی به بیان جداگانه ضخامت درجه‌های مختلف گلیر نیست، چون ضخامت نامی هر لایه پری-پرگ (pre-preg) برابر ۰٫۱۲۵ میلیمتر است و تعداد لایه‌های استفاده شده در هر نوع گلیر نیز مشخص است. انواع ۱٬۲٬۳ و ۶ گلیر فقط دارای دو لایه الیاف شیشه هستند، بنابراین ضخامت یک لایه کامپوزیت شیشه منفرد ۰٫۲۵ میلی‌متر است. گلیر۴ دارای سه لایه الیاف شیشه است، بنابراین لایه‌های کامپوزیت شیشه آن هر کدام ۰٫۳۷۵ میلی‌متر ضخامت دارند. گلیر۵ دارای چهار لایه الیاف شیشه است، دارای لایه‌های الیاف کامپوزیت شیشه با ضخامت ۰٫۵ میلی‌متر است.
| ماده          | آلومینیوم ۲۰۲۴ تی۳ | گلیر ۳–۴/۳–۰٫۴ |
| ------------- | ------------------ | -------------- |
| استحکام کششی  | ۴۴۰                | ۶۲۰            |
| تنش تسلیم     | ۳۲۵                | ۲۸۴            |
| استحکام فشاری | ۲۷۰                | ۲۶۷            |
| مدول یانگ     | ۷۲۴۰۰              | ۵۸۱۰۰          |
| مدول برشی     | ۲۷۶۰۰              | ۱۷۶۰۰          |